# Gesine Froese
Gesine Froese (* 1947 in Rendsburg) ist eine deutsche Journalistin und freie Autorin.

## Leben
Ihre Karriere begann sie als Studentin der Betriebswirtschaft in Nürnberg, wo sie nebenbei als Mannequin jobbte. 1969 wurde sie von Susann Katoll eingeladen, an der Wahl zur Miss Germany 1969 in München teilzunehmen. Der Sieg beinhaltete die Verpflichtung, ein Jahr lang für die Feinstrumpffirma Opal bei deren Kunden in Deutschland Autogramme zu geben und sich der lokalen Presse zu präsentieren. Als Gewinnerin der Miss-Wahl qualifizierte sie sich zusätzlich zur Teilnahme an der Miss-Universum-Wahl in Miami Beach, Florida.
Nach Ablauf des Miss-Jahres durchlief sie eine Ausbildung zur Redakteurin unter Wolf Heckmann, dem damaligen Chefredakteur der Hamburger Morgenpost. Danach absolvierte sie an der Universität Oldenburg ein Studium für das Lehramt an Volks- und Realschulen, ohne dabei das Schreiben aufzugeben. Nach dem Ersten Lehrerexamen wurde sie von der ZEIT als Redakteurin angestellt. Als Redakteurin der Zeit berichtete sie unter anderem über die Miss Germany-Wahl 1980 im Berliner Congress Centrum.
Später wechselte sie zum Deutschen Allgemeinen Sonntagsblatt und zum Stern, bevor sie sich Ende 1991 als freie Korrespondentin für Karibik und Lateinamerika mit Büro in Bogotá und danach in Cartagena (Kolumbien) selbständig machte.
Seit 1995 arbeitet Gesine Froese als freie Autorin, namentlich als Verfasserin von Reiseführern, in Deutschland. Ihre Reiseführer wurden ins niederländische, tschechische, polnische, ungarische, portugiesische, englische und italienische übersetzt und erschienen in mehr als zehn Ländern.

## Werke
- Als der Krieg zu Ende war… (Hrsg.). Norddt. Verleger- und Buchhändler-Verband, Hamburg 1986
- Korfu kennen und lieben. LN, Lübeck 1986
- HB Bildatlas. Holstein, Herzogtum Lauenstein. HB-Verlags- und Vertriebs-Ges., Hamburg 1986
- Ibiza kennen und lieben. LN, Lübeck 1987
- Sylt, Amrum, Föhr. DTV, München 1988
- Dominikanische Republik. Mairs, Ostfildern 1994; 19. A. 2024, ISBN 978-3-8297-3140-9
- Venezuela entdecken und erleben. GU, München 1994
- Aruba, Bonaire, Curaçao. Die ABC-Inseln entdecken und erleben. GU, München 1994
- Kuba. Mairs, Ostfildern 1995; 16. A. 2020, ISBN 978-3-8297-5012-7
- Guatemala. DuMont, Köln 1996
- Belize entdecken und erleben. GU, München 1996
- Bahamas entdecken und erleben. GU, München 1997
- Ecuador, Galapagos. Mairs, Ostfildern 1998
- Kolumbien, Ecuador. DuMont, Köln 1998
- Karibik. Inseln zum Träumen (Hrsg.). Ringier, München 1999
- Peru, Bolivien. Mairs, Ostfildern 2000; 9. A. 2020, ISBN 978-3-8297-5070-7
- Venezuela, Isla de Margarita. Travel-House-Media, München 2007
- Karibik. Große Antillen. Mairs, Ostfildern 2022; 14. A. 2024, ISBN 978-3-8297-3136-2
- Karibik. Kleine Antillen. Mairs, Ostfildern 2022; 13. A. 2024, ISBN 978-3-8297-3585-8